# Lophostoma aequatorialis
Lophostoma aequatorialis és una espècie de ratpenat de la família dels fil·lostòmids. És endèmic de l'Equador.

## Descripció

### Dimensions
Ratpenat de mida mitjana, amb la llargada del cap i del cos entre 70 i 77 mm, la llargada de l'avantbraç entre 52 i 56 mm, la llargada de la cua entre 16 i 22 mm, la llargada del peu entre 14 i 18 mm, la llargada de les orelles entre 31 i 35 mm i un pes de fins a 30 g.

### Aspecte
El pelatge és llarg i tou. Les parts dorsals són marró-grisenques, amb la punta dels pèls més clara, mentre que les parts ventrals són marró-olivaci clares recobertes de pèls amb la punta blanca. El musell manca de pèls, la fulla nasal és lanceolada, amb la porció anterior completament acoblada al llavi superior. Al mentó hi ha un solc medià envoltat per files de petites berrugues. Les orelles són grans, arrodonides i unides anteriorment a la base per una membrana. Les membranes alars són curtes, amples i marró-grisenques. La cua és curta i inclosa completament a l'ample uropatagi. El calcani és més llarg que el peu. El cariotip és 2n=34 FNa=62.

## Biologia

### Alimentació
Es nodreix principalment d'insectes i, a vegades de fruita, i pol·len a les estacions seques.

### Reproducció
Una femella que alletava fou capturada al mes de gener.

## Distribució i hàbitat
Aquesta espècie és coneguda només al llarg de les costes nord-occidentals de l'Equador. Probablement és present també a les zones adjacents de la Colòmbia sud-occidental.
Viu als boscos perennes i secs.

## Estat de conservació
La Llista Vermella de la UICN, tenint en compte que es tracta d'una espècie descoberta recentment i encara hi ha poca informació sobre la seva distribució, l'estat de la població, les amenaces i els requisits ecològics, classifica L. aequatorialis com a espècie amb dades insuficients (DD).